# Swan Lake (Montana)
Swan Lake – jednostka osadnicza w Stanach Zjednoczonych, w stanie Montana, w hrabstwie Lake.